# Sender Europeu de Gran Recorregut

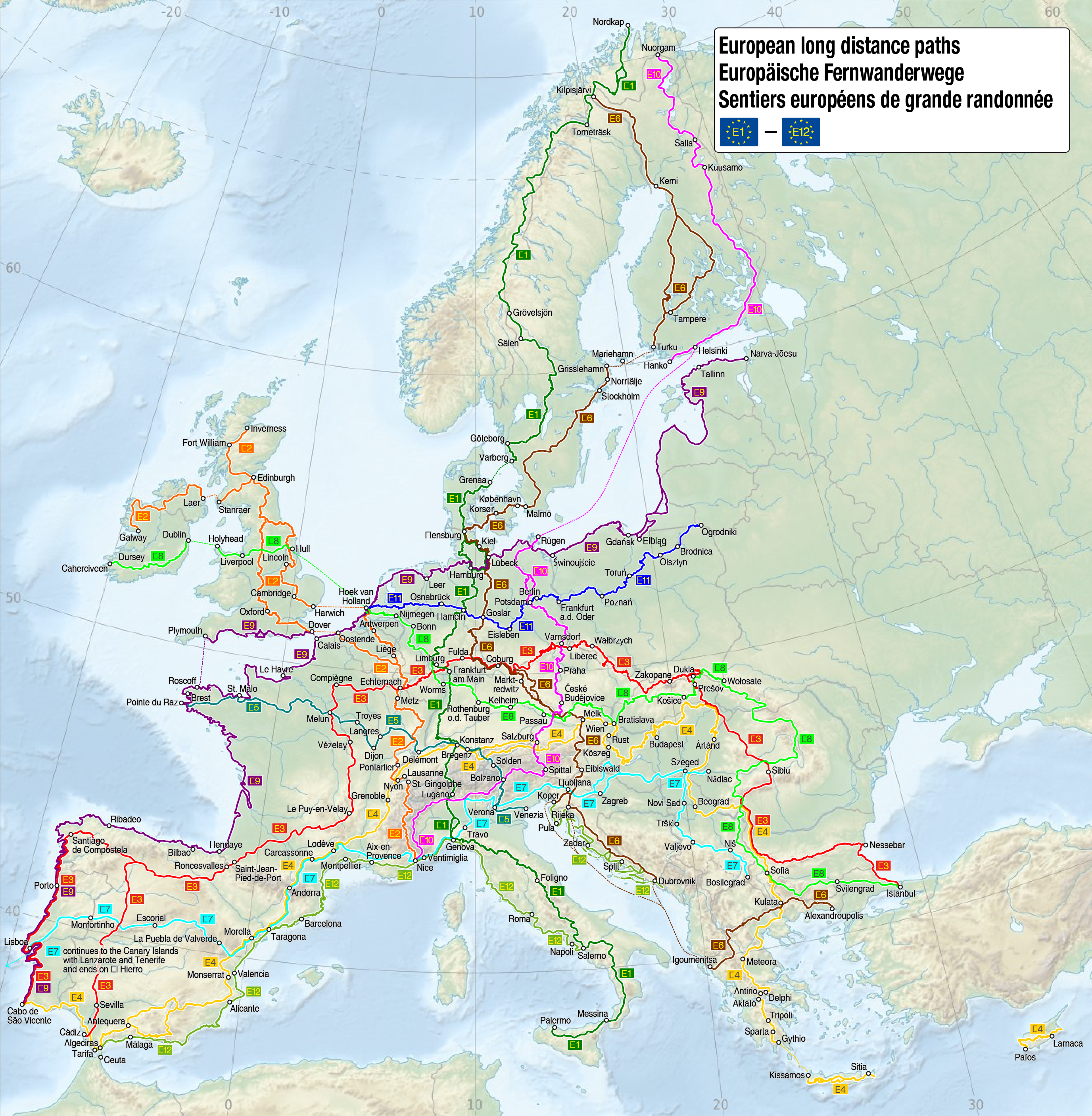
Mapa dels Senders Europeus de Gran Recorregut

Els Senders Europeus de Gran Recorregut van ser creats per la Federació Europea d'Excursionistes (European Ramblers Association, ERA). L'objectiu de la federació era la creació i manteniment d'un seguit de camins trans-fronterers (amb denominació E). Avui dia existeixen 12 d'aquests recorreguts.
| Senders Europeus | Recorregut | Senyalització |
| ---------------- | --- | ------------- |
| E1 (7.114 km)    | Noruega, Suècia, Dinamarca, Alemanya, Suïssa, Itàlia | E1            |
| E2 (5.720 km)    | Gran Bretanya, Països Baixos, Bèlgica, Luxemburg, Suïssa i França |               |
| E3 (8.880 km)    | Bulgària, Romania (en procés d'instal·lació), Hongria, Eslovàquia, Polònia, República Txeca, Alemanya, Luxemburg, Bèlgica, França, Espanya                                                                                                 | E3            |
| E4 (12.090 km)   | Espanya, Catalunya, França, Suïssa, Alemanya, Àustria, Hongria, Romania (en procés d'instal·lació), Bulgària (en procés de creació), Grècia, Creta, Xipre                                                                                  | E4            |
| E5 (4.120 km)    | França (Punta de Raz, Vosges), Suïssa (Llac de Constança), Àustria, Itàlia (Venècia) | E5            |
| E6 (5.900 km)    | Finlàndia, Suècia, Dinamarca, Alemanya, Àustria, Eslovènia, Grècia | E6            |
| E7 (6.460 km)    | Portugal, Espanya, Catalunya, Andorra, França, Itàlia, Eslovènia, Hongria, Romania (en procés d'instal·lació) |               |
| E8 (6.140 km)    | Irlanda, Gran Bretanya, Països Baixos, Alemanya, Àustria, Eslovàquia, Polònia, Ucraïna (en procés de creació), Romania (en procés de creació), Bulgària (parcialment creat), Turquia (en procés de creació)                                |               |
| E9 (9.890 km)    | Portugal (en procés de creació), Espanya (en procés de creació), França, Gran Bretanya, Bèlgica, Països Baixos, Alemanya, Polònia, Rússia (en procés de creació), Letònia (en procés de creació), Lituània (en procés de creació), Estònia |               |
| E10 (2.880 km)   | Finlàndia (en procés de creació), Alemanya, República Txeca, Àustria, Itàlia, França (en procés de creació), Catalunya (parcialment creat)                                                                                                 | E10           |
| E11 (4.610 km)   | Països Baixos, Alemanya, Polònia, Letònia (en procés de creació), Lituània (en procés de creació) |               |
| E12 (1.800 km)   | Espanya, França, Itàlia, Eslovènia, Croàcia |               |